# Sigbjørn Johnsen

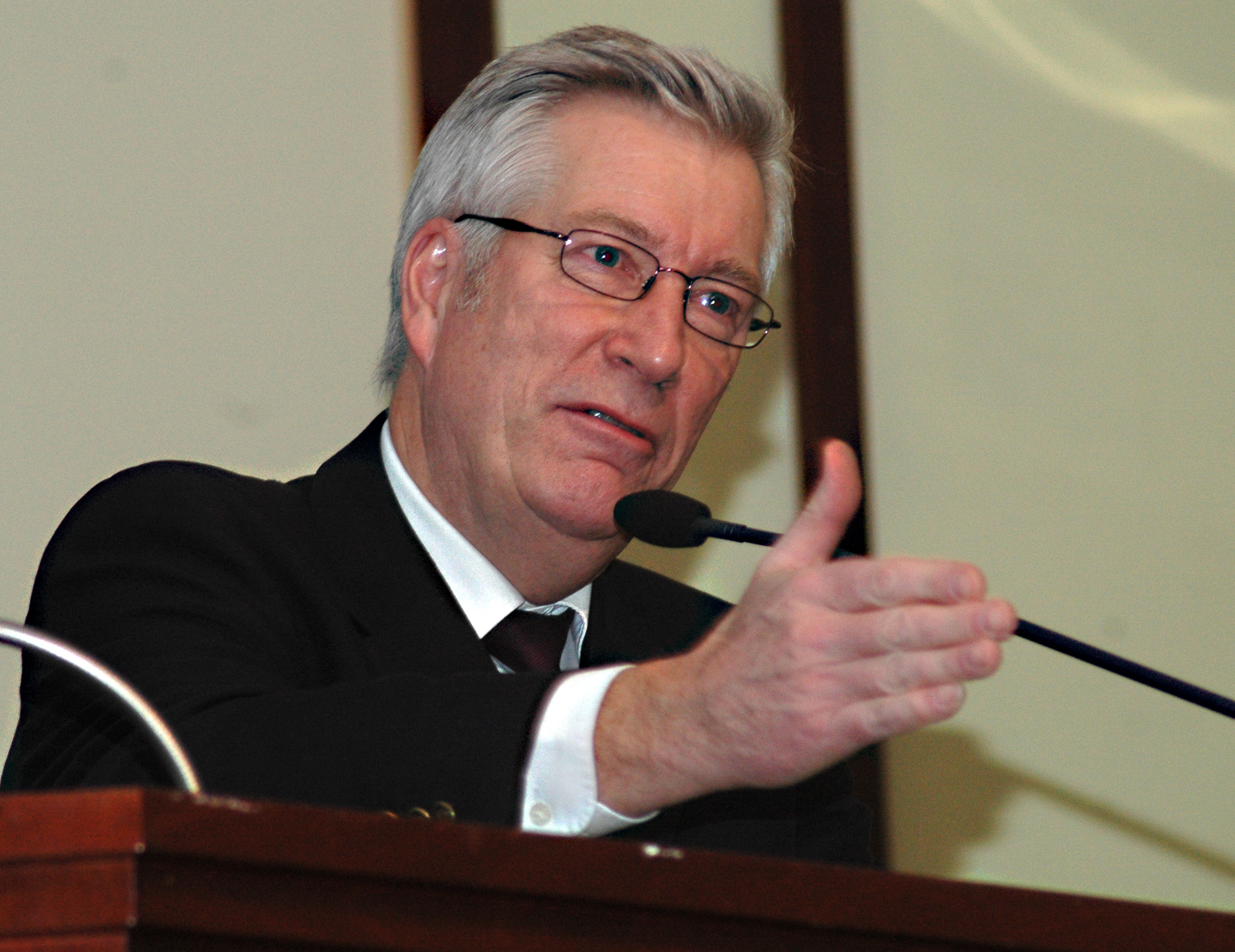
Sigbjørn Johnsen (2010)

Sigbjørn Johnsen (* 1. Oktober 1950 in Lillehammer) ist ein norwegischer Politiker der Arbeiderpartiet (Ap).

## Biografie
Johnsen stammt aus einer Arbeiterfamilie und wuchs in Stavsjø im Fylke Hedmark auf. 1964 trat er in den Jugendverband der Arbeiderpartiet (Arbeidernes ungdomsfylking (AUF)) ein. Nach dem Abitur war er zwischen 1970 und 1971 als Bankkassierer tätig, wurde dann jedoch hauptamtlicher Funktionär des Studentenverbandes der Ap (Arbeidernes opplysningsforbund (AOF)) und war von 1971 bis 1974 dessen Unterrichtsleiter im Fylke Hedmark. Zugleich war er von 1973 bis 1976 Sekretär der Ap in Ringsaker sowie zwischen 1973 und 1996 Mitglied des Vorstandes der Ap im Fylke Hedmark.
Neben einem Studium an der Norwegian School of Management BI von 1974 bis 1976 war er zeitgleich auch Schatzmeister des Zentralvorstandes des AOF. Außerdem war er von 1975 bis 1977 Vorsitzender des Jugendbundes AUF und anschließend bis 1981 Mitglied des Zentralvorstandes des AUF.

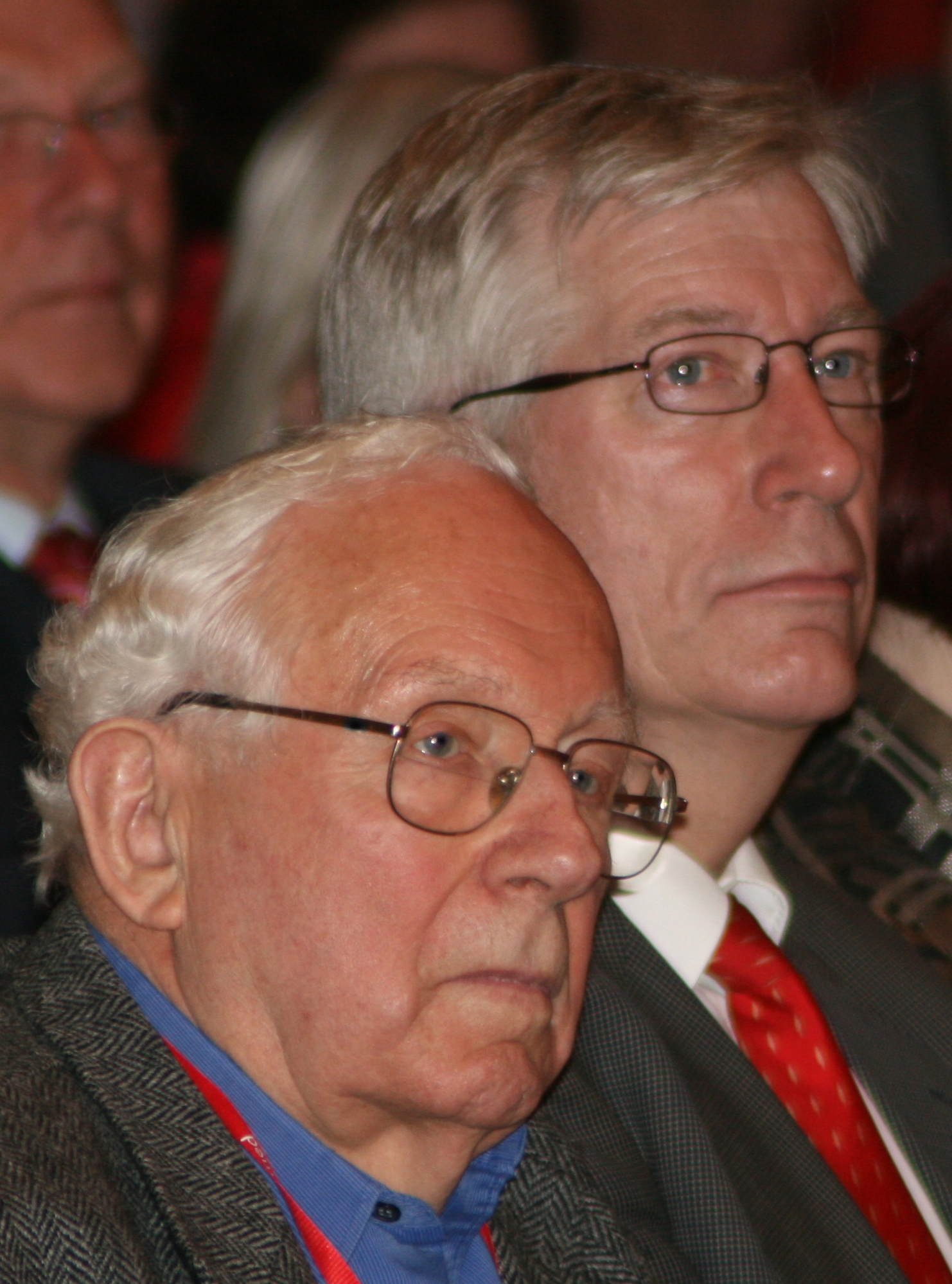
Johnsen mit dem früheren Finanzminister Per Kleppe auf dem Parteitag der Arbeiderpartiet (April 2009)

1977 wurde Johnsen erstmals als Nachfolger von Odvar Nordli zum Abgeordneten des Storting gewählt, dort vertrat er bis 1997 die Interessen der Ap im Fylke Hedmark. Während seiner Abgeordnetentätigkeit wurde er zunächst Mitglied des Kommunal- und Umweltausschusses und 1986 des Finanzausschusses, dessen Vorsitzender er zwischen 1986 und 1990 war. Anschließend gehörte er unter anderem dem Auswärtigen Ausschuss sowie dem Verteidigungsausschuss an.
Im November 1990 wurde er von Ministerpräsidentin Gro Harlem Brundtland zum Finanzminister und Minister für Zölle (Finans- og tolldepartementet) in deren 3. Regierung berufen und behielt diese Position bis zu seiner Ablösung durch Jens Stoltenberg im Oktober 1996. Gleich zu Beginn seiner Amtszeit kam es 1991 zu einer Bankenkrise, in der die Den norske Bank, Christiania Bank og Kreditkasse sowie die Fokus Bank kurz vor der Insolvenz standen. Zur Rettung der Banken schuf Johnsen jedoch einen Staatlichen Bankensicherungsfonds (Statens Banksikringsfond) sowie einen Staatlichen Bankeninvestitionsfonds (Statens Bankinvesteringsfond).
1992 kandidierte er für die Nachfolge von Gro Harlem Brundtland für die Funktion des Parteivorsitzenden der Arbeiterpartei, unterlag dabei jedoch Thorbjørn Jagland.
1997 wurde er zum Fylkesmann in Hedmark ernannt. Dieses Amt ließ er für vier Jahre ruhen, als er am 20. Oktober 2009 von Ministerpräsident Jens Stoltenberg zum Finanzminister berufen wurde. Nach dem Ende der Regierung Jens Stoltenberg II kehrte er auf den Posten als Fylkesmann zurück.